# جمعة الزبارقة
جمعة الزبارقة، (بالإنجليزية: Juma Azbarga)‏ (بالعبرية: ג'מעה אזברגה‏)، (15 أغسطس 1956)، هو سياسي فلسطيني من مواطني إسرائيل العرب، ولد ويعيش في قرية اللَقِّية في النقب، بدأ يشغل منصب نائب في الكنيست الاسرائيلية في 21 مارس 2017، ضمن القائمة المشتركة، ممثلا لحزب التجمع الوطني الديمقراطي.

## حياته ونشأته
ولد جمعة الزبارقة عام  1956، في محيط قرية اللَقِّية شمال صحراء النقب، وانتقلت عائلته إلى القرية التي اقيمت عام 1990 كواحدة من بين سبع قرى انشئت لتجميع سكان القبائل البدوية في المنطقة في مجمعات سكنية ثابتة، تعلم في الكُتَّاب حتى عام 1967, وفي 1973 انتقل إلى مدينة الطيبة ليكمل دراسته الثانوية وذلك لعدم توفر مدارس ثانوية في النقب أنذاك، كان ناشطًا في مجلس الطلاب في المدرسة وفي مظاهرات يوم الارض الأول عام 1976. في العام الدراسي 1977/8 أنهى دراسته الثانوية وانتقل للتعليم في دار المعلمين في مدينة بئر السبع، الا انه تعرض للفصل من قبل إدارة الكلية في الأشهر الأولى للتعليم في اعقاب نقاش سياسي مع أحد المحاضرين. انتقل بعدها للعمل مقاولا في مجال الحفريات. عام 1994 قام بمبادرة شخصية بتأسيس وافتتاح فروع لعيادات صندوق المرضى «مكابى» في المجتمع العربي في النقب. من ثم عاد إلى الدراسة في جامعة بن غوريون في بئر السبع وحصل على لقب «إدارة خدمات طبية» وعمل مديرًا لفروع  مدينة رهط، اللقية، كسيفة وعرعرة النقب، وشغل مركزاً للوسط العربي في نفس صندوق المرضى.

## مسيرته السياسية
في العام 1999 انضم إلى حزب التجمع الوطني الديمقراطي وانتخب عضواً للجنة المركزية للحزب، ومسؤول الحزب في النقب. عام 2004 انتخب لعضوية المجلس المحلي في قرية اللَقِّية عن قائمة النهضة الانتخابية ممثلاً للتجمع الوطني الديمقراطي، هو أحد مؤسسي «لجنة التوجيه العليا لعرب النقب» التي اقيمت من اجل افشال مخطط برافر لتهجير عرب النقب، وشارك في عضوية اللجنة الشعبية من اجل توسيع الخارطة الهيكلية لقرية اللقية.
مطلع 2012 وبعد اعتزاله العمل في القطاع الخاص باشر بالتفرغ للنشاط الاجتماعي، السياسي والجماهيري على المستوى المحلي والقطري. تم انتخابه في المكان الرابع ضمن قائمة التجمع الوطني الديمقراطي في انتخابات الكنيست التاسعة عشرة عام 2013، الا ان القائمة حصلت على ثلاثة مقاعد فقط، في الانتخابات العشرين للكنيست عام 2015، انتخب في المكان الرابع عشر ضمن القائمة المشتركة التي تشمل حزبه، وكان من المفترض ان يدخل إلى الكنيست منتصف العام 2017 ضمن اتفاقية تناوب، بين احزاب القائمة المشتركة، بعد ان حصلت القائمة على ثلاثة عشر عضواً، الا ان دخوله تم قبل ذلك في مارس 2017 بسبب استقالة زميلة باسل غطاس من عضوية الكنيست في اعقاب الحكم عليه بالسجن في قضية تهريب هواتف خلوية لأسرى سياسيين في السجون الإسرائيلية.